# Малий Пизеп
Мали́й Пизе́п (рос. Малый Пызеп) — річка на південному заході Кіровської області, ліва притока річки Кама. Протікає територією Балезінського району Удмуртії та Афанасьєвського району Кіровської області.
Річка бере початок на схилах Верхньокамської височини на території Удмуртії біля східного підніжжя пагорба висотою 303 м. Перший кілометр протікає по території Удмуртії, далі входить у межі Кіровської області. Русло спрямоване на північний схід. Пригирлова ділянка, яка знову знаходиться на території Удмуртії, розширюється, утворюючи своєрідне озеро з островом по середині. Береги заліснені, місцями заболочені. Приймає декілька дрібних приток.
Над річкою не розташовано населених пунктів.